# Esko Saira
Esko Raimo Saira, né le 14 juin 1938 à Lemi, est un biathlète finlandais.

## Biographie
Il est deux fois médaillé d'argent olympique de relais et sixième de l'individuel en 1972 et 1976. Entre-temps, il gagne la médaille de bronze aux Championnats du monde 1975 sur l'individuel, remporté par son compatriote Heikki Ikola.

## Palmarès

### Jeux olympiques d'hiver
| Épreuve / Édition | Individuel | Relais |
| ----------------- | ---------- | ------ |
| JO 1972 Sapporo   | 6e         | Argent |
| JO 1976 Innsbruck | 6e         | Argent |

### Jeux olympiques
- Jeux olympiques d'hiver de 1972 à Sapporo :
  -  Médaille d'argent en relais.
- Jeux olympiques d'hiver de 1976 à Innsbruck :
  -  Médaille d'argent en relais.

### Championnats du monde
- Mondiaux 1975 à Antholz :
  -  Médaille de bronze à l'individuel.

### National
- Champion de Finlande de l'individuel en 1972.
- Champion de Finlande du sprint en 1975.